# Go-Regeln
Go-Regeln sind die Spielregeln für das Brettspiel Go. Sie sind international nicht vereinheitlicht, und so gibt es eine historisch entstandene große Vielfalt an Regelwerken. Dennoch hat das verwendete Regelwerk nur in gelegentlich vorkommenden Ausnahmen wesentlichen Einfluss auf den Spielverlauf und das Spielergebnis. Hier werden die wichtigsten internationalen Regeln und Regelunterschiede dargestellt. Eine einfachere Einführung in das Spiel findet sich auf der Seite Go.

## Grundlegende allgemein gültige Regeln

### Spieler und Spielmaterial
Go ist ein Spiel für zwei Spieler, genannt Schwarz und Weiß.
Es gibt allerdings auch Varianten für mehrere Spieler wie zum Beispiel Paargo, bei dem jede Seite durch zwei Spieler vertreten wird, die sich abwechseln und nicht miteinander kommunizieren dürfen, oder Mehrfarbengo, bei dem mehrere Spieler mit jeweils einer eigenen Steinfarbe teilnehmen.
Das Spielbrett ist ein Gitter aus 19 horizontalen und 19 vertikalen Linien, die 361 Schnittpunkte bilden. Das ist meist ein Gitter schwarzer Linien auf einem Holzbrett. Zur optischen Orientierung, aber ohne Bedeutung für den Spielverlauf, sind einige Schnittpunkte durch etwas fettere Punkte markiert (Hoshis). Auf diese werden bei einer Vorgabepartie die Vorgabesteine gesetzt. Ein Brett der Größe 19×19 ist der Standard. Es kann jedoch auch auf Brettern anderer Größen gespielt werden, zum Beispiel 9×9 oder 13×13. Die Regeln sind für alle Brettgrößen gleich. Anfängern wird das 9×9-Brett empfohlen, aber auch Erfahrene spielen gern mal eine Partie auf einem kleineren Brett.
Es gibt schwarze und weiße Steine. Der Spieler Schwarz verwendet die schwarzen Steine und der Spieler Weiß die weißen. Die Anzahl der Steine ist im Prinzip unbegrenzt; in der Praxis hat ein Spielset je Farbe 180 Spielsteine. Die Steine sind meist linsenförmig. Das Material variiert; es reicht von Plastik über Glas bis zu Muschel und Schiefer.

### Alternierende Züge
Am Anfang ist das Brett leer (außer bei Vorgabe), und die Steine sind in einem Vorrat außerhalb des Bretts. Die Spieler führen abwechselnd einen Zug aus, Schwarz beginnt. Der Spieler, der am Zug ist, kann entweder einen eigenen Stein aus seinem Vorrat auf einen beliebigen leeren Schnittpunkt setzen oder passen.

### Kette und Freiheit
Eine Kette ist eine Gruppe von einem oder mehreren Steinen einer Farbe, die über horizontale oder vertikale Linienabschnitte miteinander verbunden sind. Genauer ist der Begriff der Kette wie folgt definiert:
- jeder Stein auf dem Brett gehört zu genau einer Kette
- zwei Steine von gleicher Farbe auf benachbarten Schnittpunkten gehören zur selben Kette
- verschiedenfarbige Steine gehören zu verschiedenen Ketten
- zwei gleichfarbige Steine, zwischen denen es keine Verbindung über sämtlich von Steinen dieser Farbe besetzte Schnittpunkte gibt, gehören zu verschiedenen Ketten

Die Nachbarschaft der Schnittpunkte wird durch die Linien des Bretts vermittelt, darum können Schnittpunkte bzw. Steine nur horizontal oder vertikal benachbart sein, nicht jedoch diagonal.
Eine Freiheit (jap. 呼吸点 kokyūten, chin. 氣 qì) einer Kette ist ein leerer Schnittpunkt, der zu einem Stein der Kette benachbart ist.
Besteht eine Kette beispielsweise nur aus einem einzelnen Stein, so kann sie bis zu vier Freiheiten haben, denn in der Brettmitte hat jeder Schnittpunkt vier Nachbarpunkte, während ein Punkt am Rand drei und einer in der Ecke nur zwei Nachbarpunkte hat. Ein Stein hat eine Freiheit, wenn er zu einer Kette gehört, die eine Freiheit hat.

### Schlagen
Wenn es nach dem Setzen eines Steins gegnerische Steine ohne Freiheit gibt, dann werden diese vom Brett entfernt. Man sagt: sie werden geschlagen. Dieses Entfernen ist Bestandteil des Zugs. Wenn es auch eigene Steine ohne Freiheit gibt, werden diese nicht entfernt.
Es kann vorkommen, dass es nach dem Setzen eigene Steine ohne Freiheit gibt, während alle gegnerischen Steine noch eine Freiheit haben (Stichwort: Selbstmord). Je nach Regelwerk gilt entweder, dass ein solches Setzen nicht erlaubt ist, oder dass in diesem Fall die eigenen Steine ohne Freiheit geschlagen werden.
Nach dem Entfernen der geschlagenen Steine hat in jedem Fall jede Kette auf dem Brett eine Freiheit, denn wenn es eigene und gegnerische Steine ohne Freiheit gibt, erhalten die eigenen durch das Entfernen der gegnerischen wieder eine Freiheit.
Je nach Bewertungsregel werden durch Schlagen entfernte Steine entweder zurück zum Steinvorrat gegeben oder werden getrennt als Gefangene aufbewahrt.

## Selbstmord/Kein Selbstmord
|  |  |  |  |  |
|  |  |  |  |  |
|  |  |  |  |  |
|  |  |  |  |  |
|  |  |  |  |  |

Selbstmord von Schwarz
|  |  |  |  |  |
|  |  |  |  |  |
|  |  |  |  |  |
|  |  |  |  |  |
|  |  |  |  |  |

Kein Selbstmord
Je nach Regelwerk ist Selbstmord, das Setzen mit Entfernen eigener Steine, erlaubt oder verboten.
Beim Setzen eines Steins kann es vorkommen, dass dieser keine Freiheit mehr hat. Werden dabei gegnerische Steine geschlagen, so werden erst diese vom Brett genommen. In diesem Fall hat auch der ursprünglich gesetzte Stein bzw. die Kette, zu der er gehört, wieder mindestens eine Freiheit bekommen, und es ist kein Selbstmord.

### Selbstmord erlaubt
Wenn nach dem Setzen alle gegnerischen Steine eine Freiheit haben, werden eigene Steine ohne Freiheit geschlagen, das heißt vom Brett entfernt. Dieses Entfernen ist Bestandteil des Zugs. Je nach Bewertungsregel werden die durch Selbstmord entfernten Steine entweder zurück zum Steinvorrat gegeben oder getrennt als Gefangene des Gegners aufbewahrt, genauso wie beim Schlagen gegnerischer Steine.
Regelwerke mit erlaubtem Selbstmord sind die neuseeländischen Regeln und die Ing-Regeln.
In der strategischen Praxis ist Selbstmord selten sinnvoll. Er kann aber als Ko-Drohung (Zwischenzug vor dem Zurückschlagen eines Ko) oder in Fangwettläufen (jap. Semeai, engl. Capturing-Races) vorkommen und dann entscheidend sein.

### Selbstmord verboten
Das Setzen auf einen Schnittpunkt ist verboten, wenn der gesetzte Stein keine Freiheit hätte, während alle gegnerischen Steine noch eine Freiheit hätten und somit nicht geschlagen würden.
Regelwerke mit verbotenem Selbstmord sind unter anderem die chinesischen, japanischen, koreanischen und US-amerikanischen Regeln.

## Einschränkung der Stellungswiederholung
Um endlose Wiederholungen zu unterbinden oder sinnlos zu machen, wird Stellungswiederholung eingeschränkt. Dazu gibt es verschiedene mögliche Regeln. Da sie fast immer das Setzen in einem Kō einschränken, spricht man auch von Ko-Regeln.
Eine Stellung ist eine bestimmte Verteilung von schwarzen und/oder weißen Steinen auf den Schnittpunkten des Bretts. Wenn beim Setzen Steine geschlagen werden, so entsteht erst nach Abschluss des Zugs, nach dem Entfernen der geschlagenen Steine, eine neue Stellung.

### Superko
- Positionelles Superko: Ein Setzen darf keine frühere Stellung während des Spiels wiederherstellen. Diese Regel wird von den Vereinfachten Ing-Regeln verwendet, die die EGF (European Go Federation) in manchen europäischen Turnieren einsetzt.
- Situatives Superko: Eine frühere Stellung darf nicht wiederholt werden, falls derselbe Spieler am Zug ist. Diese Variante wird von den US-amerikanischen und den neuseeländischen Regeln verwendet.

Bei den chinesischen Regeln ist es unklar, ob die Superko-Regel gilt oder ob sie durch die Schiedsrichterregeln überschrieben wird.

### Standard-Ko-Regel und Kein-Ergebnis-Regel
Zwei aufeinander folgende Züge (außer Passen) dürfen nicht die ursprüngliche Stellung wiederherstellen.
Diese Standard-Ko-Regel ist nur innerhalb eines einzelnen Kos relevant; das ist allerdings der mit Abstand häufigste Anwendungsfall für Regeln, die Stellungswiederholung einschränken.
Wird eine Stellung wiederholt, dann kann das Spiel sofort und ausnahmsweise mit dem Ergebnis „Kein Ergebnis“ enden, falls sich beide Spieler darauf einigen.
Die Spieler werden sich darauf einigen, wenn beide in einem Zyklus gar nicht oder gleich oft passen (Beispiel: Triple-Ko). Je nach Bewertungsregel werden sie sich möglicherweise nicht darauf einigen, wenn in einem Zyklus ein Spieler öfter passt als der andere (Beispiel: Sending-2-Returning-1). Wer im Zyklus mehr Steine setzt, gibt dem Gegner dadurch mehr Gefangene und verschlechtert seine Situation. Er ist somit gezwungen, vom Zyklus abzuweichen.
Die Kombination aus Standard-Ko-Regel und Kein-Ergebnis-Regel wird verwendet in japanischen Regeln, koreanischen Regeln und mündlichen Regelwerken, die diesen ähnlich sind.

### Andere Varianten
Es gibt andere Varianten, die teilweise einfach, teilweise äußert kompliziert sind. Die Ing-Ko-Regeln sind ein Beispiel.

## Spielablauf
Ein Go-Spiel gliedert sich in Phasen. Das variiert je nach Regelwerk.

### Einfache Regeln
Ein Spiel besteht aus folgenden Phasen:
1. Alternierendes Ziehen
2. Bewertung

Das alternierende Ziehen endet, wenn ein Spieler passt und dann sogleich der andere Spieler auch passt.
Dieser schlichte Ablauf wird besonders Anfängern empfohlen. In der Praxis bedeutet er, dass die Spieler mit dem Setzen solange fortfahren, bis alle gegnerischen Ketten geschlagen sind, bei denen das erreicht werden kann. Als Bewertung bietet sich die Flächenbewertung an.

### Regeln mit Übereinkunft über Entfernen
Ein Spiel besteht aus folgenden Phasen:
1. Alternierendes Ziehen
2. Übereinkunft über Entfernen
3. Fortsetzung des Alternierenden Ziehens
4. Bewertung

Das Alternierende Ziehen endet, wenn beide Spieler nacheinander passen. Gleiches gilt für die Fortsetzung des Alternierenden Ziehens. Passt nur ein Spieler, hat er das Recht, nach dem Folgezug des Gegners weiterzuspielen.
Sind sich die Spieler nach Beendigung des alternierenden Ziehens darüber einig, welche Steine entfernt werden, kommt es zur Bewertung der Partie. Die entfernten Steine werden abhängig von der Bewertungsmethode zu den Gefangenen hinzugezählt (Gebietsbewertung) oder nicht berücksichtigt (Flächenbewertung).
Sind sich die Spieler nicht einig, wird das alternierende Ziehen fortgesetzt. Dabei hat der Spieler, der zuvor als letzter gepasst hat, den zweiten Zug. Eine wiederholte Fortsetzung des Alternierenden Ziehens ist möglich.
Folgende Regelwerke verwenden eine Übereinkunft über Entfernen: chinesische, US-amerikanische, französische, neuseeländische, Ing-, vereinfachte Ing-Regeln. Als Bewertung bieten sich entweder die Flächenbewertung oder die Gebietsbewertung mit Pass-Steinen an. Traditionelle Gebietsbewertung ist ungeeignet für die Übereinkunft über Entfernen, da es dort ein Nicht-Einigen der Spieler nicht geben darf.

### Regeln mit Feststellung über Status
Ein Spiel besteht aus folgenden Phasen:
1. Alternierendes Ziehen
2. Feststellung über Status
3. Bewertung

Das Alternierende Ziehen endet, wenn ein Spieler passt und dann sogleich der andere Spieler auch passt.
Bei der Feststellung über Status werden korrekte Status ermittelt: Leben bzw. Tod jeder Kette, Seki versus Nicht-Seki jeder Kette, Gebiet (nebst Zuordnung zu einem Spieler) versus Nicht-Gebiet jedes Schnittpunkts. Erfahrene Spieler führen die Feststellung über Status meist implizit und averbal durch, indem sie sofort nach dem Alternierenden Ziehen mit der Bewertung beginnen und die Feststellung über Status als deren Teil interpretieren. Im Streitfall wird eine genaue und explizite Feststellung über Status allerdings notwendig.
Japanische Regeln, koreanische Regeln und mündliche Regelwerke, die diesen ähnlich sind, verwenden Feststellung über Status als eine Phase. Oft kommen noch eine weitere Phase zum Füllen von Dame und Teire sowie Wiederaufnahmeprozeduren dazu. Als Bewertung eignet sich nur die Traditionelle Gebietsbewertung, denn nur sie verwendet Statusaspekte als wesentliche Teile im Regelwerk.
Die Details der Feststellung über Status sprengen den Rahmen dieser Seite. Es sei verwiesen auf den Kommentar zu den japanischen Regeln von 2003.

## Bewertung
Die Bewertung ist das zentrale Merkmal eines Regelwerks und variiert je nach Regelwerk. Hierbei gibt es drei einfache, prinzipiell verschiedene Bewertungsmöglichkeiten:
1. Steinbewertung: Nur besetzte Schnittpunkte werden bewertet.
2. Flächenbewertung: Besetzte und freie Schnittpunkte werden bewertet.
3. Gebietsbewertung: Nur freie Schnittpunkte werden bewertet.

Nur bei der Gebietsbewertung müssen auch geschlagene Steine zur Bestimmung des Endergebnisses berücksichtigt werden.
Die Steinbewertung ist sicher die einfachste und älteste Bewertungsfunktion.
Die Flächenbewertung wurde eingeführt, um zu Ende des Spiels ein langweiliges Zusetzen der freien Schnittpunkte zu vermeiden. In diesem Punkt (schnelles Auszählen) geht die Gebietsbewertung noch weiter, allerdings ist nun unklar, ob sich solche Regeln noch logisch konsistent fassen lassen (die japanischen Go-Regeln sind erwiesenermaßen inkonsistent [ Quellen: Kommentar zu den offiziellen japanischen Regeln von 1989, Fehler der Regeln der Amateur-Go-Weltmeisterschaft von 1979 ]).

### Steinbewertung
Die Punktzahl eines jeden Spielers ist die Anzahl seiner Steine auf dem Brett. Die Steinbewertung ist auch als Traditionelle Chinesische Bewertung bekannt. In der Praxis wurde zwar die Fläche (besetzte und freie Schnittpunkte) der eigenen Stellungen ausgezählt, aber eine „2-Punkte-Steuer“ je Gruppe abgezogen, um am Ende des Spieles das langweilige Vollsetzen des Brettes zu vermeiden. Diese Bewertung war bis ins 20. Jahrhundert hinein die dominierende Brettbewertung in China und wurde mit dem Beginn der japanischen Invasion 1911 zurückgedrängt. Ihr prinzipieller Vorteil ist: Es gibt keine Streitigkeiten über die Bewertung der freien Schnittpunkte.
Einfach ist der Zusammenhang zwischen visueller Wahrnehmung der Stellung am Ende des Alternierenden Ziehens und der Punktzahl. Offensichtlich ist somit die unmittelbare Ableitung der Punktzahl aus jener Stellung.

### Flächenbewertung
Die Punktzahl eines jeden Spielers ist die Anzahl seiner Steine auf dem Brett und der leeren Schnittpunkte, die nur von seinen Steinen umschlossen sind.
Flächenbewertung ist auch bekannt als Chinesische Bewertung und wird verwendet von chinesischen, US-amerikanischen, neuseeländischen, Ing-, vereinfachten Ing-Regeln. Der große Vorteil der Flächenbewertung ist der Zusammenhang zwischen visueller Wahrnehmung der Stellung am Ende des alternierenden Ziehens und der Punktzahl. Ein weiterer Vorteil ist die unmittelbare Ableitung der Punktzahl aus jener Stellung.

### Gebietsbewertung mit Pass-Steinen
Unmittelbar vor der Bewertung passt Weiß zuletzt. Für jedes Passen während des Spiels zahlt der Spieler einen Stein, der zum Gefangenen wird. Die Punktzahl eines jeden Spielers ist die Anzahl der leeren Schnittpunkte, die nur von seinen Steinen umschlossen sind, und der Gefangenen gegnerischer Farbe. Gefangene sind die Steine, die während des Spieles mangels Freiheiten geschlagen, aufgrund der Übereinkunft über Entfernen entfernt oder beim Passen bezahlt wurden.
Gebietsbewertung mit Pass-Steinen wird verwendet von US-amerikanischen Regeln (die alternativ auch Flächenbewertung zulassen) und französischen Regeln und ist äquivalent zur Flächenbewertung, d. h. die Punktedifferenz (nicht die Absolutzahl) ist mit beiden Bewertungsmethoden gleich. Es gibt gleichfalls den Vorteil der unmittelbaren Ableitung der Punktzahl aus der Stellung am Ende des alternierenden Ziehens.

### Traditionelle Gebietsbewertung
Die Punktzahl eines jeden Spielers ist die Anzahl der leeren Schnittpunkte, die nur von seinen Steinen umschlossen sind, und der Gefangenen gegnerischer Farbe. Gefangene sind die Steine, die während des Spiels mangels Freiheiten geschlagen oder aufgrund der Feststellung über Status entfernt wurden.
Traditionelle Gebietsbewertung ist auch bekannt als japanische Bewertung und wird verwendet von japanischen Regeln, koreanischen Regeln und mündlichen Regeln, die ihnen ähnlich sind. Ein Nachteil der traditionellen Gebietsbewertung sind die für die Ermittlung der Punktzahl erforderlichen Zwischenschritte: Aus der Stellung am Ende des alternierenden Ziehens werden erst in einem mehrstufigen Prozess, welcher auf der Analyse strategisch perfekten hypothetischen alternierenden Ziehens beruht, die Statusaspekte abgeleitet, bevor aufgrund dieser die Punktzahl abgeleitet werden kann.

### Andere Bewertungen
Es gibt andere Bewertungen wie zum Beispiel die Kontroll-Gebietsbewertung, die aber bisher in der praktischen Anwendung kaum eine Rolle spielen.

## Auszählung
Jede Bewertung lässt verschiedene Auszählungen zu. Voraussetzung für die Auswertung ist in allen Fällen die Einigkeit über den Status aller Steine auf dem Brett. Daraus resultiert die Verteilung der leeren Gitterpunkte nach dem Entfernen der gefangenen Steine. Die Auszählung der Punktezahl eines Spielers hängt von der Bewertungsmethode ab. Der Gewinner ist der Spieler mit der höheren Punktezahl. Ein Gleichstand (im Japanischen: Jigo) bei gleicher Punktzahl ist möglich.

### Punkt-für-Punkt-Zählung für Flächenbewertung
Die für einen Spieler wertenden Gitterpunkte werden mit dem Finger auf dem Brett abgezählt: 1, 2, 3,...
Diese oder eine algorithmisch vergleichbare Methode ist die für Software wohl üblichste Art der Auszählung. Allerdings ist diese Methode bei einem Spiel ohne Computerunterstützung langatmig und fehleranfällig.

### Halb-Zählung für Flächenbewertung
Die Halb-Zählung macht sich eine einfache Überlegung zu Nutze. Die Gesamtzahl aller Gitterpunkte ist abhängig von der Spielfeldgröße unveränderlich. Bei einem 19x19 Goban sind es 361 Gitterpunkte. Von dieser Grundzahl wird am Ende einer Partie die Anzahl der neutralen Gitterpunkte subtrahiert. Die verbleibenden Gitterpunkte zählen entweder für Schwarz oder für Weiß. Daher ist es ausreichend, die Punktezahl von nur einem Spieler zu ermitteln. Ist die Punktezahl größer als die Hälfte der zählenden Gitterpunkte, hat dieser Spieler gewonnen. Ist sie kleiner, hat der Gegner gewonnen.
Beispiel: Am Ende einer Partie gibt es einen neutralen Gitterpunkt. Die Anzahl der zählenden Gitterpunkte ist also 361-1. Schwarz hat 184 abgezählte Punkte. Damit gewinnt Schwarz mit 4 Halbpunkten, da {\displaystyle \textstyle 184-{\frac {361-1}{2}}=4.}
Um eine Vergleichbarkeit mit der Punkt-für-Punkt-Zählung herzustellen und um ein mögliches Komi von der schwarzen Punktzahl abzuziehen, werden die Halbpunkte verdoppelt.
Wie nun die Punkte eines Spielers abgezählt werden, ist wiederum vom Regelwerk abhängig. Nach neuseeländischen Regeln wird Punkt-für-Punkt gezählt.
Nach chinesischen Regeln werden die Punkte von Schwarz gezählt. Dabei werden in einem ersten Schritt zunächst die leeren Gitterpunkte von Schwarz gezählt. Es ist für die abschließende Gesamtpunktzahl unerheblich, ob ein Gitterpunkt leer oder von einem Stein besetzt ist.
Die Anordnung der leeren Gitterpunkte kann daher geändert werden, bis ihre Anzahl ein Vielfaches von zehn ist. Größere Gebiete werden vorzugsweise geleert und kleine Gebiete aufgefüllt. Die Grenzen der geänderten Gebiete müssen dabei nicht ausschließlich schwarz sein, solange klar bleibt, wem die leeren Gitterpunkte gehören. Die Zahl der jetzt leeren Gitterpunkte wird gemerkt (im Beispiel sind das 20).
Im nächsten Schritt werden die weißen Steine vom Brett entfernt oder zur Seite geschoben und die vorhandenen schwarzen Steine zu 10er Gruppen zusammengefasst. Schwarz bekommt in diesem Beispiel für seine Steine 23 Punkte. Die Gesamtpunktzahl ist 43.
Gespielt wurde auf einem 9x9-Goban. Die Grundzahl der Gitterpunkte ist 81. In der gezeigten Endstellung gibt es keine neutralen Punkte. Die Sieggrenze sind folglich {\displaystyle \textstyle {\frac {81}{2}}} = 40,5 Punkte. Schwarz gewinnt mit 2,5 Halbpunkten bzw. 5 Vollpunkten.
Chinesische Halbzählung wird zusammen mit chinesischen Regeln verwendet.

### Ing-Fill-in-Zählung für Flächenbewertung
Während des ganzen Spiels bleibt die Anzahl der schwarzen und weißen Steine jeweils konstant genau 180 (dafür gibt es spezielle Ing-Dosen). Zum Zählen werden alle Steine aufs Brett gegeben: schwarze Steine in schwarzes Gebiet, weiße Steine in weißes Gebiet, je zur abgerundeten Hälfte schwarze und weiße Steine auf leere Schnittpunkte, die weder schwarzes noch weißes Gebiet sind. Dann behält meistens (außer die Gesamtpunktzahl ist genau 0 oder 1) ein Spieler, der Verlierer, Steine übrig, die Verlierersteine, die in das verbleibende Gebiet, bestehend aus Gewinnerschnittpunkten, des Gegners gefüllt werden. Dieser gewinnt mit der Punktzahl der leeren Gewinnerschnittpunkte plus doppelte Anzahl der mit Verlierersteinen gefüllten Gewinnerschnittpunkte.
Das funktioniert, da ein Schnittpunkt gleichermaßen für einen Spieler wertet, ob er nun leer oder mit seinem Stein gefüllt ist, da ein jeder doppelt zählende Verliererstein einen leeren Schnittpunkt des Gegners zudeckt und gleichzeitig nicht einen weiteren eigenen Schnittpunkt zudecken kann, da die nicht wertenden Schnittpunkte fair gefüllt werden, da die Anzahl aller Steine 1 weniger ist als die Anzahl aller Schnittpunkte und da der 1 verbleibende leere Schnittpunkt entweder einen für den Gewinner wertenden Gewinnerschnittpunkt oder einen für keinen Spieler wertenden Schnittpunkt darstellt, der wegen einer ungeraden Anzahl solcher nicht wertenden Schnittpunkte nach deren hälftigem Füllen übrig bleibt.
Ing-Fill-in-Zählung wird von Ing-Regeln und teilweise zusammen mit Vereinfachten Ing-Regeln verwendet.

### Japanische Zählung für Gebietsbewertung (Seichi)
Schwarze Gefangenensteine werden in schwarzes Gebiet gefüllt, weiße Gefangenensteine in weißes Gebiet. Ggf. überzählige Steine werden neben dem Brett behalten. Anschließend werden die verbleibenden Gebiete in traditionell als bequem zählbar angesehene Formen umgewandelt, die möglichst Vielfache von 10, sonst von 5 repräsentieren. Dabei muss die Anzahl der für einen Spieler wertenden Punkte konstant bleiben. Unter Wahrung dessen können Steine transferiert werden, um dem Repräsentationsordnungsziel gerechter zu werden. Anschließend werden die Punkte für jeden Spieler addiert, die Anzahl der ggf. überzähligen Steine eines Spielers zu seinen Lasten subtrahiert und die Differenz beider Spieler ermittelt. Diese Art des Auszählens wird Seichi genannt.
Japanische Zählung wird zusammen mit japanischen Regeln, koreanischen Regeln und mündlichen Regeln, die ihnen ähnlich sind, verwendet.

## Zusatzregeln
Neben speziell für Turniere vorgesehenen Regeln gibt es ein paar Zusatzregeln, die auch außerhalb von Turnieren eine Rolle spielen.

### Kompensationspunkte
Der Anzugsvorteil von Schwarz, der das Spiel beginnt, kann durch Kompensationspunkte (im Japanischen: Komi) ausgeglichen werden. Zurzeit schwanken die fürs 19×19-Brett üblichen Werte von 6 bis 7,5. (8 Komi für Ing-Regeln mit der Extrabestimmung, dass Schwarz bei Gleichstand gewinnt, entsprechen 7,5 unter anderen Flächenbewertungsregeln.) Ganzzahlige Werte ermöglichen bei der Bewertung den Gleichstand – gebrochene Werte verhindern ihn. Das Komi wird Weiß bei der Bewertung zugeschrieben und verschiebt entsprechend die Punktzahl. Verwendet man eine Halbzählung ohne anschließende Rückverdopplung in die Vollzählung, so ist auch ein Halb-Komi zu verwenden, das zum Beispiel im chinesischen Profi-Go 3,75 ist.

### Kompensationssteine
Ist ein Spieler deutlich schwächer als der andere, dann kann er Kompensationssteine, auch Vorgabe genannt, erhalten, die er als Schwarz statt seines ersten Zugs alle auf einmal aufs Brett setzt. Dabei gibt es zwei Varianten:
Freie Vorgabe: Die Vorgabesteine können auf frei gewählte Schnittpunkte gesetzt werden.
Feste Vorgabe: Die Vorgabesteine werden auf eine bestimmte Auswahl der Hoshis (Sternpunkte, auf dem Brett besonders gekennzeichnet) gesetzt.

## Go-Regeln in Deutschland
Aufgrund der historischen Entwicklung orientieren sich Go-Spieler in Deutschland traditionell an der japanischen Spielpraxis. Grundsätzlich ist die japanische Zählung (Gebietsbewertung) gebräuchlich sowie feste Vorgaben in Partien mit Handicap. Im Vergleich zu den offiziellen japanischen Regeln von 1989 haben sich allerdings einige Abweichungen und Vereinfachungen eingebürgert. Beispielsweise führt ein regelwidriger Zug nicht notwendigerweise zum Verlust der Partie, sondern wird üblicherweise weniger hart sanktioniert (Umwandlung in ein Passen oder einfache Rücknahme).
In Turnierausschreibungen ist oft von den „in Deutschland üblichen japanischen Regeln“ die Rede. Die Details werden mündlich überliefert, bzw. liegen im Ermessen der jeweiligen Turnierleitung.

### Offizielle Regelwerke
- Chinesische Regeln von 1988
- Ing-Regeln von 1991
- Japanische Regeln von 1989 (aktuell gültig)
- Koreanische Regeln (link ungültig, 14. März 2017)
- Neuseeländische Regeln
- US-amerikanische Regeln
- Vereinfachte Ing-Regeln (verwendet von der EGF)